# Белые турки
«Белые турки» (тур. Beyaz Türkler) ― термин, используемый в Турции для обозначения городского населения, которому присущи прогрессивные, светские, западные, республиканские ценности. Белые турки контрастируют с так называемыми «чёрными турками» (Kara Türkler или Siyah Türkler), как называют консервативных, религиозных и, как правило, менее образованных граждан среди первоначально сельского населения Анатолии. Эти два термина связаны с появлением среднего класса с конца XX века и являются выражением сознания элиты, а также презрением к части населения, которая рассматривается как отсталая. Цивилизаторская миссия была частью воображения всех турецких элит начиная с реформ Танзимата. 
Тайип Эрдоган часто называет себя чёрным турком. Термин также использовался кандидатом в президенты 2018 года Мухарремом Индже для описания себя, попутно утверждая, что Эрдоган больше не является чёрным турком.
В ироническом подходе к концептуальной паре Мумин Секман писал в своей книге «Türk Usulü Başarı», что, помимо прочего, чёрные турки слушают арабскую и народную музыку, в то время как белые турки предпочитают западную музыку и турецкую поп-музыку ; чёрные турки устраивают браки по договорённости, а белые турки сами выбирают своих партнеров; белые турки встречаются в аэропортах, в то время как чёрные турки используют автобусные терминалы.
Эртугрул Озкок из Hürriyet считает себя белым турком и обобщает социальную группу следующим образом: «Они живут в основном в прибрежных районах, чувствительны к секуляризму, пьют алкоголь, имеют высокую покупательскую способность, образ жизни западных людей, а женщины не носят хиджабы». В 2014 году он также заявил, что при правлении ПСР белые турки стали новой угнетённой группой в Турции после курдов и алевитов, и что всё более и более маргинализуемые белые турки должны «учиться сражаться, отстаивая свой образ жизни».

## Происхождение термина
Предполагается, что эти термины были первоначально введены в оборот покойным журналистом Уфуком Гюлдемиром  в его книге 1992 года Teksas Malatya. Термин «белые турки» должен был быть аналогом американских WASP и использоваться для описания старой элиты, которая выступала против тогдашнего премьер-министра Тургута Озала из-за его курдского происхождения, религиозности и отсутствия опыта военной службы. Впоследствии этот термин был использован социологом Нилюфером Гёле и популяризирован турецкими обозревателями, журналистами и политологами, которые использовали его для обозначения различных социальных групп в Турции.

## Серые турки
Некоторые исследователи, такие как Айше Сезен и Нилюфер Нарлы, также отмечают появление третьей группы «серых турок», которые живут в городах, хорошо образованы и наслаждаются западной музыкой и фильмами, но при этом являются набожными мусульманами. Некоторые используют этот термин для обозначения чёрных турок, которые поднялись по социально-экономической лестнице в эпоху Тургута Озала и закрепили своё положение во время нынешнего правления ПСР.